# Gloucester Courthouse
Gloucester Courthouse – jednostka osadnicza w Stanach Zjednoczonych, w stanie Wirginia, siedziba administracyjna hrabstwa Gloucester.